# پارک جی-سو
این یک نام کره‌ای است؛ نام خانوادگی پارک است.
پارک جی-سو (انگلیسی: Park Ji-soo؛ زادهٔ ۱۳ ژوئن ۱۹۹۴) بازیکن فوتبال اهل کره جنوبی است.
از باشگاه‌هایی که در آن بازی کرده‌است می‌توان به باشگاه فوتبال جیونگنام و باشگاه فوتبال اینچئون یونایتد اشاره کرد.
وی همچنین در تیم‌های ملی فوتبال زیر ۱۷ سال کره جنوبی، زیر ۲۳ سال کره جنوبی، و کره جنوبی بازی کرده‌است.